# Kanton Saint-Denis-Sud
Der Kanton Saint-Denis-Sud war von 1967 bis 2015 ein französischer Wahlkreis im Arrondissement Saint-Denis, im Département Seine-Saint-Denis und in der Region Île-de-France; sein Hauptort war Saint-Denis.

## Gemeinden
Der Kanton bestand aus Teilen der Städte Saint-Denis und Saint-Ouen sowie aus der Gemeinde L'Île-Saint-Denis. Die nachfolgende Einwohnerzahl ist jeweils die gesamte Einwohnerzahl. Im Kanton lebten etwa 24.100 Einwohner von Saint-Denis und etwa 17.000 Einwohner von Saint-Ouen.
| Gemeinde          | Einwohner Jahr | Fläche km² | Bevölkerungsdichte | Postleitzahl | Code INSEE |
| ----------------- | -------------- | ---------- | ------------------ | ------------ | ---------- |
| L’Île-Saint-Denis | 6982 (2013)    | –          | – Einw./km²        | 93451        | 93039      |
| Saint-Denis       | 109343 (2013)  | –          | – Einw./km²        | 93200        | 93066      |
| Saint-Ouen        | 47534 (2013)   | –          | – Einw./km²        | 93400        | 93070      |

## Bevölkerungsentwicklung
| 1990   | 1999   | 2006   |
| ------ | ------ | ------ |
| 34.581 | 31.615 | 37.669 |